# Orselj

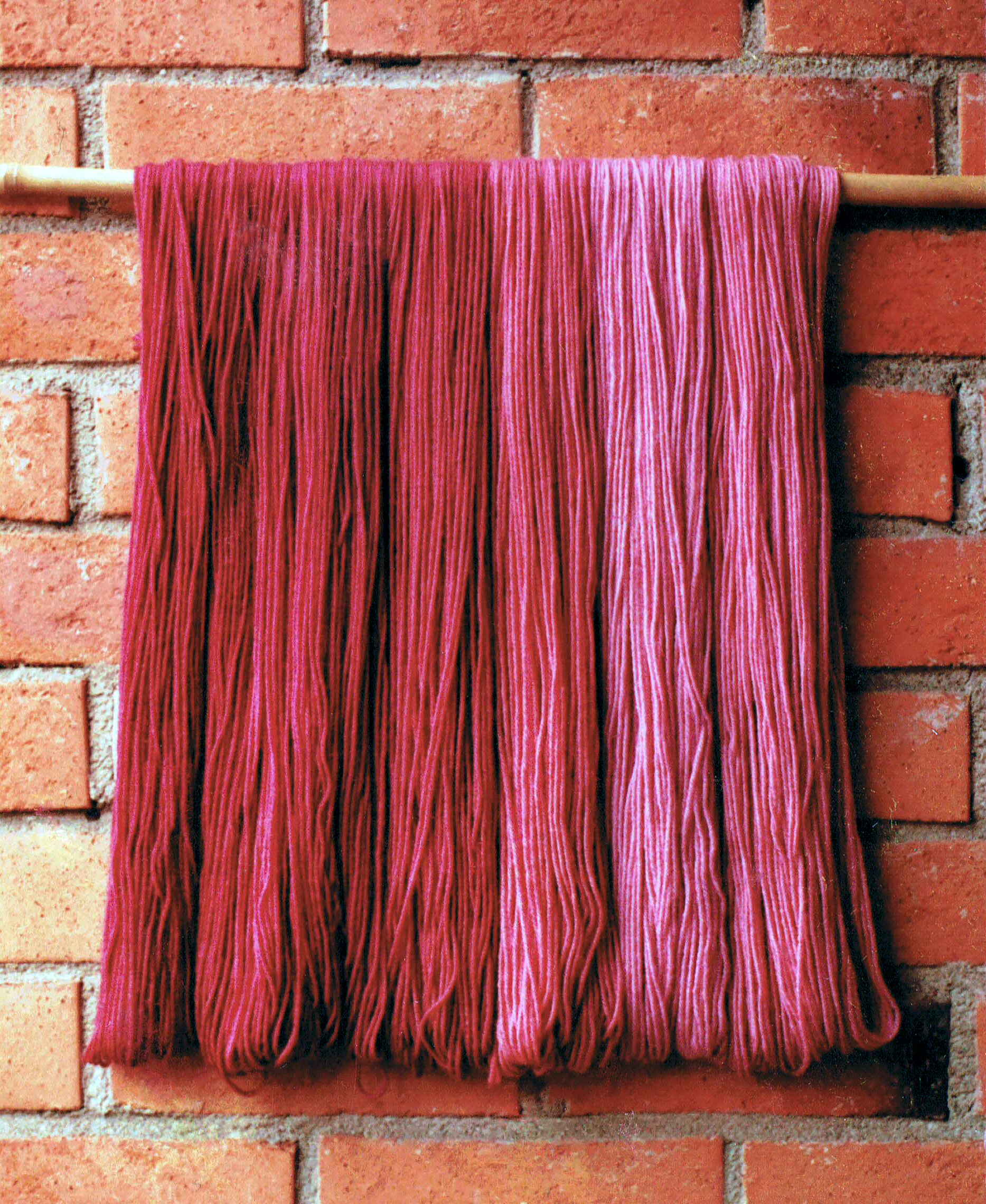
Vitt yllegarn växtfärgat med orselj från lav.

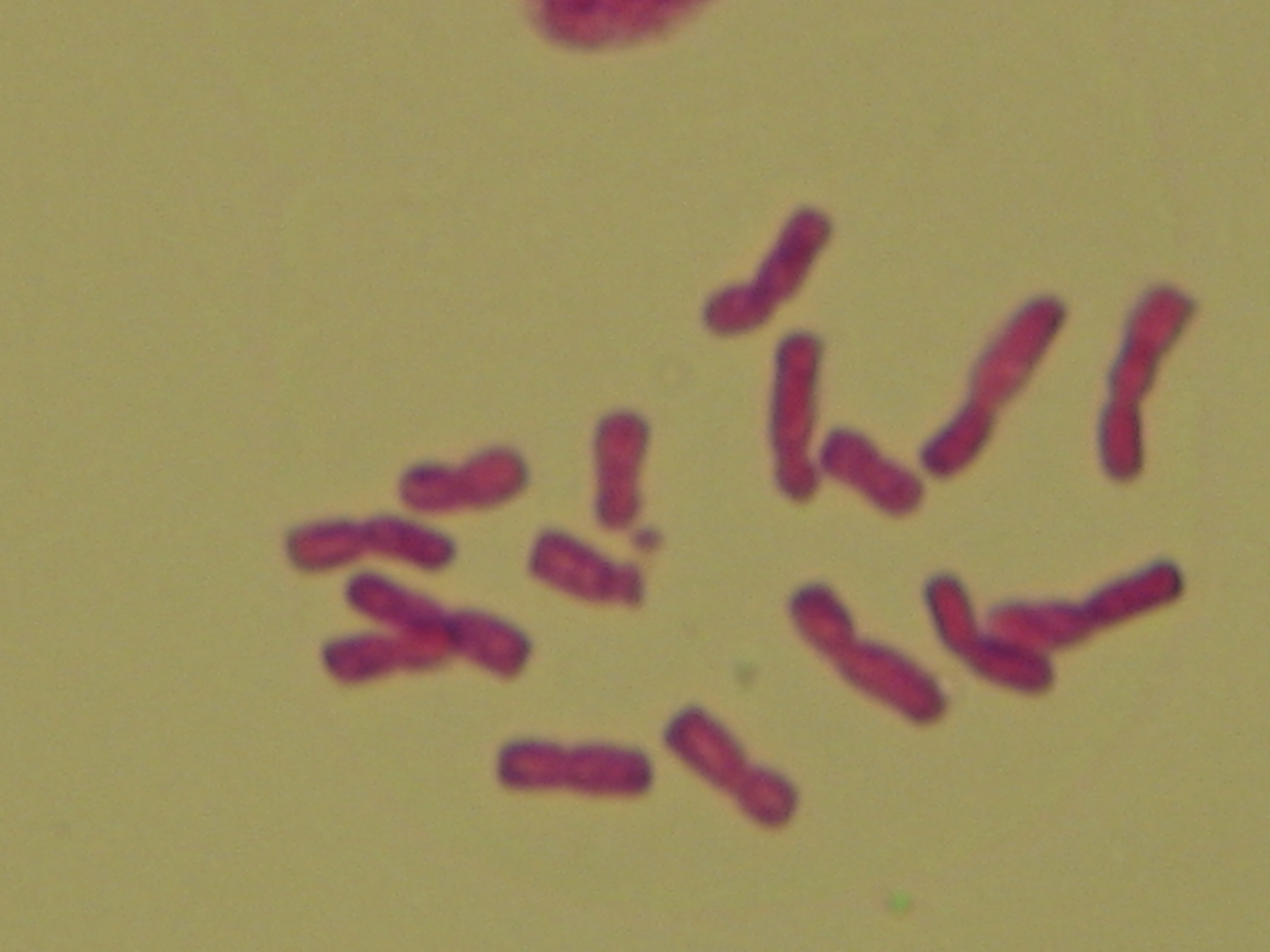
Kromosomer från schalottenlök Allium ascalonicum färgade med orcein.

Orselj är ett rött eller violett färgämne, som framställs framför allt av lavar av släktet Roccella, men även av lavar i släktet Lecanora och örnlav, och utvinnes genom att dessa behandlas med ammoniak (urin) och luft. Dess huvudbeståndsdel är orcein, oxidationsprodukten av orcin, en dioxytoluenförening. 
Orselj användes redan under antiken främst för ull och siden. Den bleknar i solljus och används i modern tid endast inom mikroskopi. 
Det moderna ordet för ämnet kommer från det katalanska orxella, möjligen med arabiskt ursprung.
Orsej är ett av de första syntetiskt framställda färgämnena. En process att framställa orselj utvecklades i Frankrike varför färgämnet fick namnet fransk purpur. En liknande processen att framställa orselj utvecklades av Dr Cuthbert Gordon i Skottland, som fick brittiskt patent på det 1758. En färgeriindustri etablerades 1777 i Dennistoun. Lavkonsumptionen i Storbritannien nådde snart 250 ton per år med en storskalig import från Norge och Sverige.